# Johanniskreuz
Johanniskreuz ist ein Weiler mit nur wenigen ständigen Einwohnern im Zentrum des Pfälzerwalds (Rheinland-Pfalz). Er gehört als Ortsteil zur pfälzischen Ortsgemeinde Trippstadt im Landkreis Kaiserslautern.

## Geographie

### Lage
Johanniskreuz liegt im südöstlichen Gemeindegebiet auf einem Bergsattel in 470,2 m Höhe nördlich der Mitte des zentralen Massivs des Pfälzerwalds, der Frankenweide, deren umgebende Bergkuppen bis um 600 m hoch sind. Östlich des Ortes erstreckt sich das Elmsteiner Tal. Nächstgelegene Ortschaften sind die zu Elmstein gehörenden Annexen Speyerbrunn, Erlenbach und Schwarzbach sowie der Wilgartswieser Ortsteil Hofstätten.
Der Kernort Trippstadt liegt etwa 4,5 km (Luftlinie) nordwestlich. Unmittelbar östlich von Johanniskreuz verläuft die Gemeindegrenze zwischen Trippstadt und Elmstein, die zugleich die Grenze zwischen den Landkreisen Kaiserslautern und Bad Dürkheim darstellt.

### Klima
Jährlich fallen 1005 mm Niederschlag, was im oberen Viertel der in Deutschland erfassten Werte liegt. Der trockenste Monat ist der September; die meisten Niederschläge fallen im Dezember, nämlich 1,6-mal so viel wie im September.

### Erhebungen und Gewässer
Rund 2 km südlich von Johanniskreuz erhebt sich der 527,9 m hohe Steinberg.
Die Frankenweide, in der die Wasserscheide zwischen Mosel und Oberrhein verläuft, wird im Bereich von Johanniskreuz westlich, nördlich und östlich von den Tälern der rund um den Weiler entspringenden Bäche begrenzt. Unmittelbar westlich von Johanniskreuz hat die Moosalbe ihre Quelle, ein Zufluss des Schwarzbachs, der seinerseits 1 km südwestlich von Johanniskreuz im sogenannten Burgalbweiher entspringt. Das Wasser dieser Flüsse gelangt zunächst nach Westen über Blies und Saar zur Mosel und über diese zum Rhein. Wenig östlich von Johanniskreuz entspringt mit einem ebenfalls Schwarzbach benannten Gewässer ein linker Quellfluss des Speyerbachs; dieser fließt nach Osten direkt zum Rhein.

## Geschichte

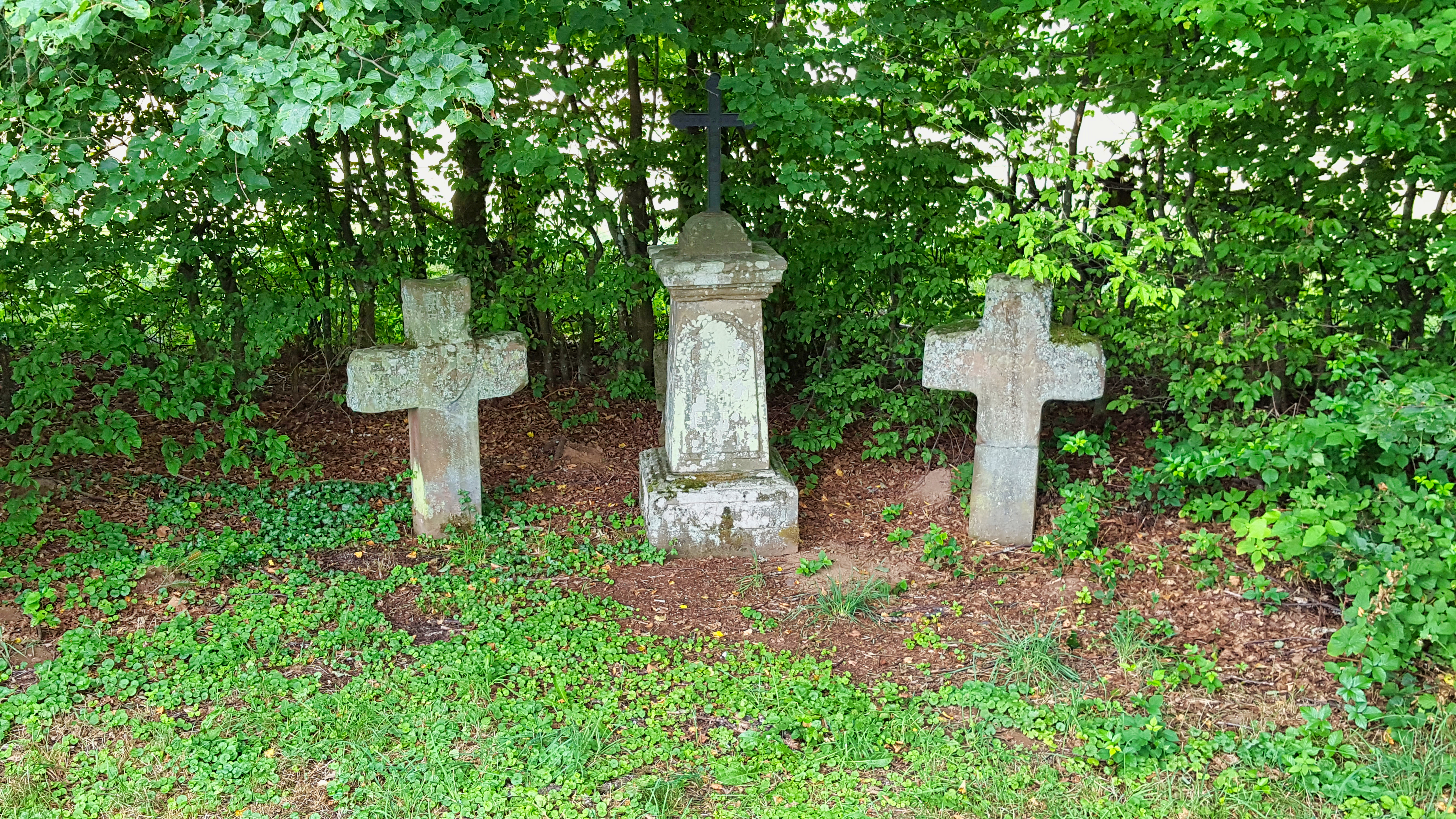
Die drei Steinkreuze

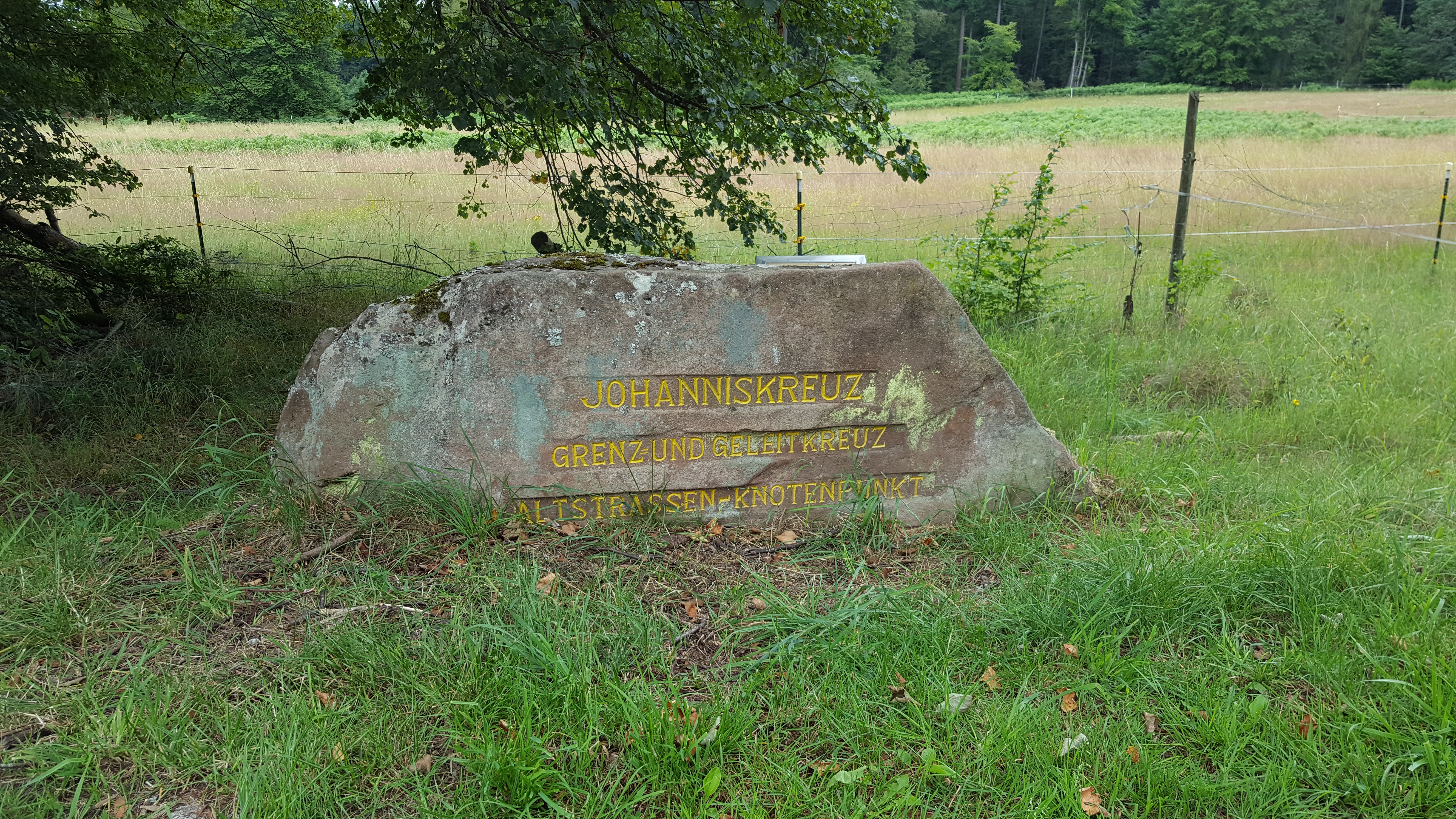
Ritterstein 185

Der Name des Fleckens soll auf Ritter Johannes von Wilenstein zurückgehen. Dieser war Lehnsherr auf der nahegelegenen Burg und ließ – angeblich widerrechtlich – 1269 auf einem damals bereits vorhandenen Flurkreuz, das den Herren von Hohenecken gehörte, sein Wappen als Grenzmarkierung einmeißeln. Des „Herrn Johanns Creutz“ wurde 1551 erstmals urkundlich erwähnt. Das älteste Kreuz ist nur noch in Resten vorhanden, zwei Kreuze jüngeren Datums wurden daneben aufgestellt.
Ende des 18. Jahrhunderts fand im Zuge der Koalitionskriege vor Ort ein Gefecht statt.
Seit der Gebietsreform von 1972 gehört Johanniskreuz vollständig zu Trippstadt; zuvor lagen einige der Häuser, entsprechend den historischen Grenzen, auf der Gemarkung der im Landkreis Südwestpfalz liegenden Gemeinde Wilgartswiesen.

## Kultur

### Kulturdenkmäler

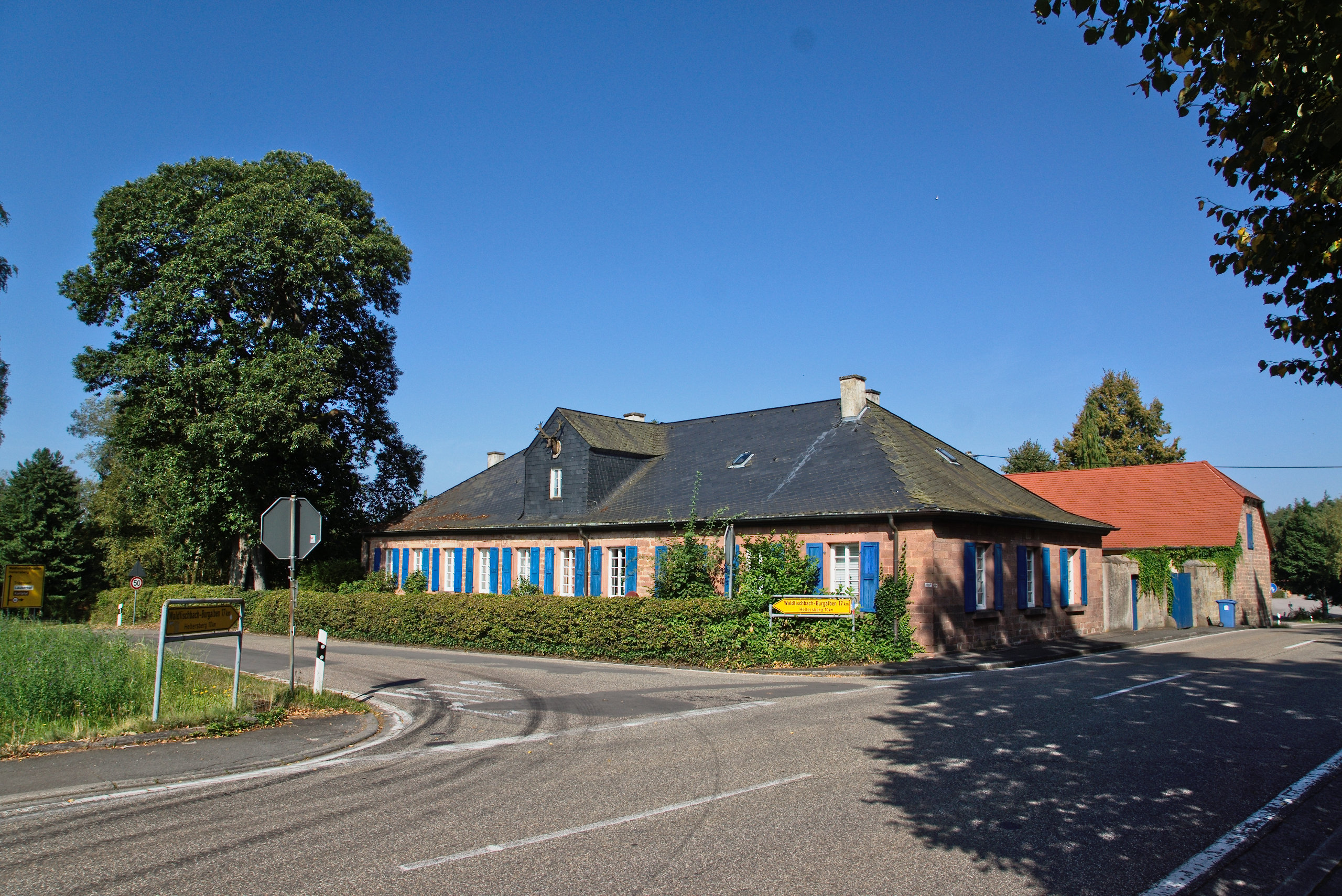
Denkmalgeschütztes Forsthaus

Mit dem Forsthaus, einem der Kreuze und einem Brunnen am nahen Burgalbweiher stehen vor Ort insgesamt drei Objekte unter Denkmalschutz.

### Natur
Im Einzugsgebiet von Johanniskreuz gibt es einen sehr hohen Bestand von Eichen. Als Naturdenkmale eingestuft sind die Hindenburgkiefer rund 1 km südlich des Siedlungsgebiets und ein Kastanienbaum am westlichen Ortsrand.

### Begriff „Pfälzerwald“
Bei einer Tagung von Forstbeamten in Johanniskreuz, die der Ministerialrat Albert von Schultze führte, wurde im August 1843 der Name Pfälzerwald für den pfälzischen Nordausläufer der Vogesen gefunden. Johanniskreuz gilt somit als „Geburtsort“ des Pfälzerwalds, der noch bis Anfang des 20. Jahrhunderts in den meisten Reisebeschreibungen den Vogesen bzw. dem Wasgenwald zugerechnet wurde.

### Katholikentag

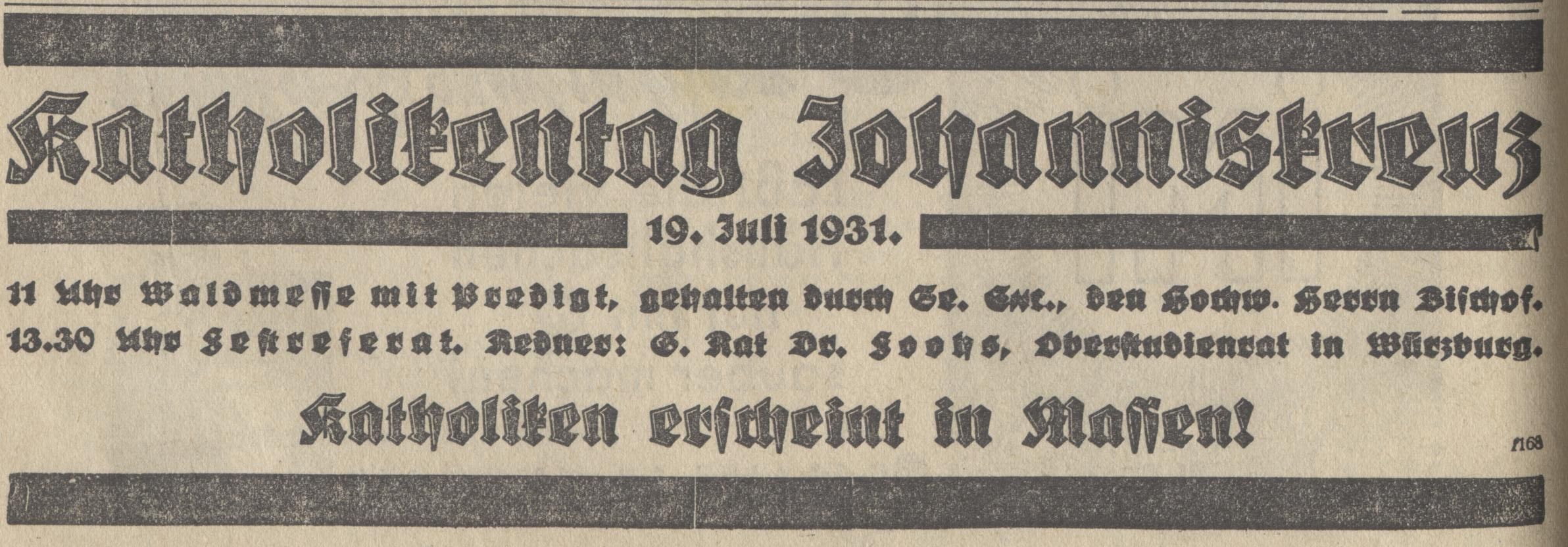
Werbeanzeige zum Katholikentag in Johanniskreuz 1931 mit Anton Foohs als Festredner

Johanniskreuz gehört zur katholischen Pfarrei Trippstadt. Nachdem dort der promovierte Theologe Anton Foohs 1906 die Pfarrstelle übernommen hatte, initiierte er in Johanniskreuz 1908 den ersten Speyerer Diözesan-Katholikentag. Dieser Katholikentag wurde zur festen Tradition im Bistum Speyer und fand bis zum Jahr 2007 an der von Foohs ausgesuchten Stelle in Johanniskreuz statt.
Bekannte Bischöfe, Kirchenmänner, Politiker und sonstige Größen des Katholizismus waren seit 1908 auf den jährlichen Katholikentagen in Johanniskreuz als Gäste, Zelebranten, Prediger oder Redner anwesend. Bei der Veranstaltung am 19. Juli 1931 trat der inzwischen in Würzburg lebende Initiator Anton Foohs noch einmal selbst als Festredner auf. Er hielt eine Rede zum 40. Todestag Ludwig Windthorsts, die den Titel hatte: „Windthorst und unsere Zeit“. Es sollte der letzte dieser Katholikentage vor dem Zweiten Weltkrieg sein. 1932 fiel er aus, weil am selben Tag bei einer Großveranstaltung der Zentrumspartei in Ludwigshafen Reichskanzler Heinrich Brüning sprach. Von 1933 bis 1945, in der Zeit des Nationalsozialismus, konnten die Diözesan-Katholikentage nicht mehr stattfinden. Erst nach dem Zweiten Weltkrieg lebte die Tradition wieder auf.
2007 zeigte sich, dass ein Großteil der alten Laub- und Nadelbäume auf dem Versammlungsgelände umsturzgefährdet ist. Weil die Mittel fehlen, die notwendigen Sicherungsarbeiten vorzunehmen, wird der Katholikentag seit 2008 nicht mehr in Johanniskreuz veranstaltet.

## Wirtschaft und Infrastruktur

### Wirtschaft
Aufgrund der geographischen Gegebenheiten dominierte vor Ort jahrhundertelang die Forst- und Holzwirtschaft. Der Staatsforst Johanniskreuz wird bis heute vom Ort aus verwaltet. Johanniskreuz ist westlicher Ausgangspunkt eines forstwirtschaftlichen Wegs, der über Taubensuhl bis zum Forsthaus Heldenstein führt.

### Verkehr

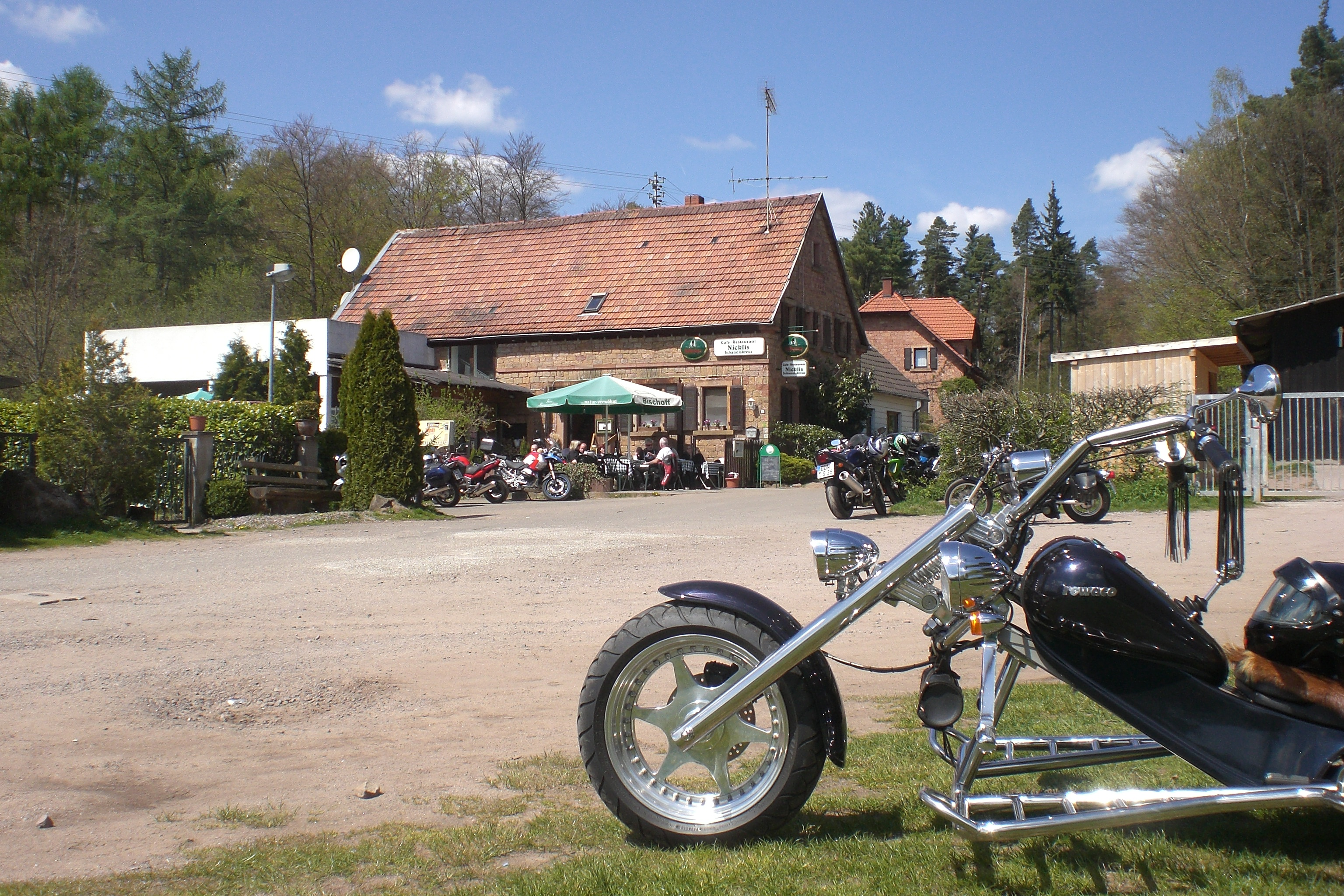
In der Sommersaison: Bikertreff in Johanniskreuz

Johanniskreuz war seit alter Zeit ein zentraler Punkt für den Verkehr im Pfälzerwald. Während die historisch bedeutendste Verbindung von Speyer nach Metz in Ost-West-Richtung verlief, ist mittlerweile die von Süd nach Nord laufende B 48 von Annweiler nach Hochspeyer die Hauptverkehrsachse. Vom Queichtal bis Hochspeyer ist Johanniskreuz neben dem im Landauer Stadtwald befindlichen Fassendeich und dem zu Wilgartswiesen gehörenden Häusel einer von drei Siedlungsplätzen an dieser vor allem nach Norden hin sehr kurvenreichen Straße. Für den Verkehr wichtig ist auch die ebenfalls kurvenreiche Landstraße durch das Elmsteiner Tal in Richtung Neustadt an der Weinstraße. Weitere Straßenverbindungen in westlicher Richtung durch das Karlstal nach Trippstadt und nach Südwesten – Heltersberg, Waldfischbach-Burgalben – folgen teilweise Pfaden, die bereits im Mittelalter genutzt wurden. Die Verbindungen Richtung Neustadt sowie Waldfischbach-Burgalben sind inzwischen zur Landesstraße 499 zusammengefasst worden. Von letzterer zweigt die Landesstraße 500 ab, die den Südrand der Trippstadter Kerngemeinde tangiert und bis zur Bundesstraße 270 führt.
Als Knotenpunkt mehrerer landschaftlich interessanter Straßen ist Johanniskreuz zu einem Treffpunkt der Motorradfahrer geworden. Wegen ihrer Unfallträchtigkeit ist die Strecke durch das Elmsteiner Tal an Wochenenden im Sommerhalbjahr für Krafträder gesperrt.
Die von Busverkehr Imfeld betriebene Buslinie 517  des Verkehrsverbundes Rhein-Neckar, die von Neustadt an der Weinstraße über Helmbach, Appenthal und Elmstein bis nach Iggelbach verkehrt, fährt während der Sommersaison zusätzlich über Johanniskreuz. 
Nächstgelegene Bahnhöfe sind Schopp an der Biebermühlbahn, Elmstein am Kuckucksbähnel (je 13 km) sowie Wilgartswiesen und Rinnthal an der Bahnstrecke Landau–Rohrbach (20 km).

### Tourismus

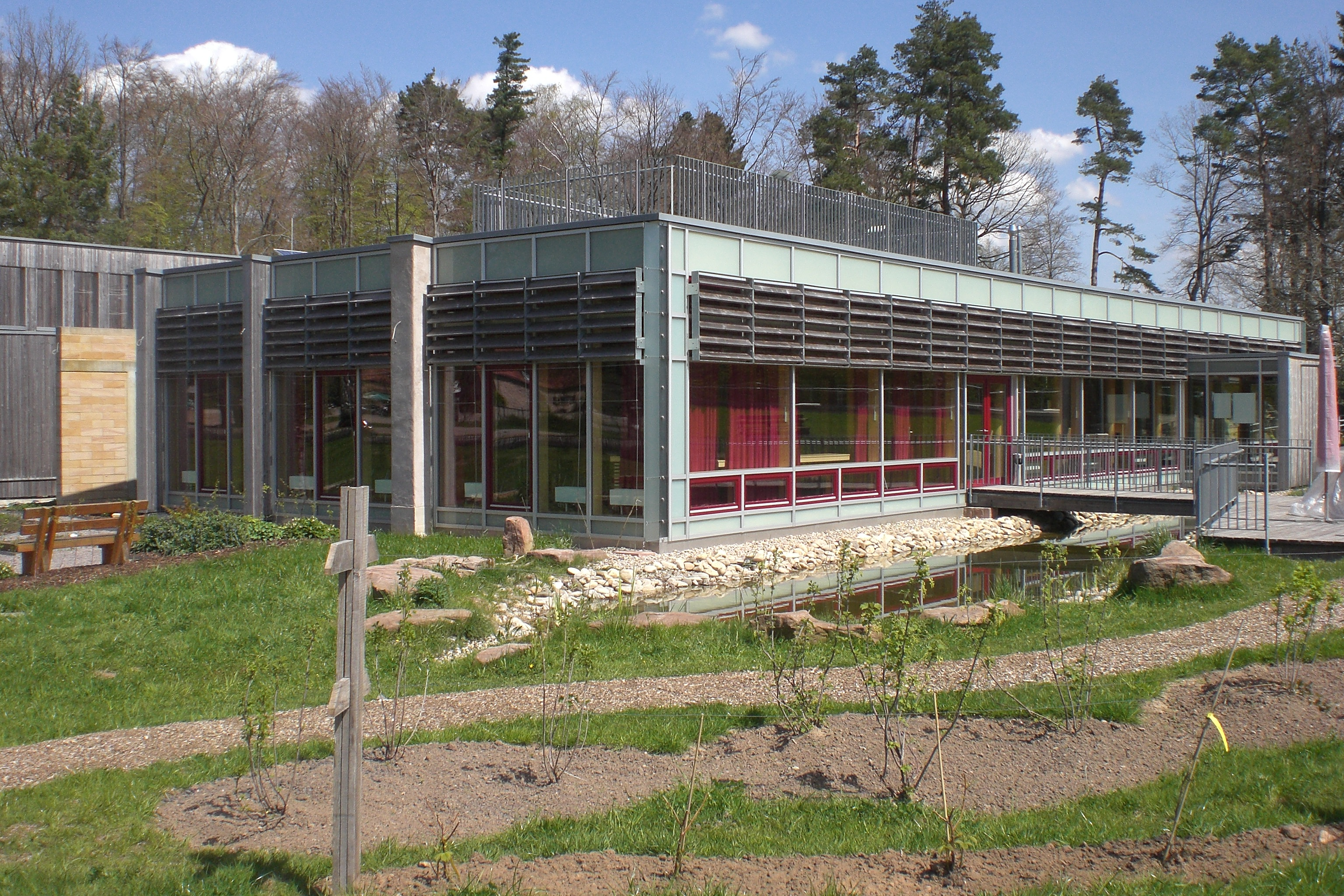
Haus der Nachhaltigkeit

Johanniskreuz hat wenige ständige Einwohner. Doch bereits seit den ersten Bemühungen um eine touristische Entwicklung des Pfälzerwalds im 19. Jahrhundert ist der Weiler ein vorrangiges Besucherziel der Region. Früh etablierten sich Kurhäuser, die inzwischen als Hotels fortbestehen. Seit 2004 ist zudem das Haus der Nachhaltigkeit mit Dauerausstellungen über nachhaltiges Wirtschaften und zukunftsweisende Energiekonzepte ein Anziehungspunkt. 
Der Bereich um Johanniskreuz ist Teil der Nordroute der Pfälzer Jakobswege. Der Ort ist östlicher Ausgangspunkt des Radwegs Südwestpfalz-Tour, die in die westliche Richtung bis zum Glan-Blies-Radweg führt. Jüngste touristische Einrichtung im Bereich von Johanniskreuz ist der Mountainbikepark Pfälzerwald, für den fünf Routen mit über 300 km Gesamtlänge ausgeschildert sind. Johanniskreuz ist ferner Schnittpunkt sämtlicher mit einem Kreuz gekennzeichneten Fernwanderwege des Pfälzerwald-Vereins; darunter befinden sich die Fernwanderwege Saar-Rhein-Main und Franken-Hessen-Kurpfalz. Zudem verläuft der Pfälzer Waldpfad, der von Kaiserslautern nach Schweigen-Rechtenbach führt, über den Ort. Hinzu kommen im Bereich Johanniskreuz vier forstgeschichtliche Wanderrouten.
Außerdem führt die Deutsche Schuhstraße durch Johanniskreuz.